# SN 2007dt
SN 2007dt – supernowa typu Ia odkryta 30 kwietnia 2007 roku w galaktyce A205925+0339. W momencie odkrycia miała maksymalną jasność 19,10m.